# Anapisona furtiva
Anapisona furtiva är en spindelart som beskrevs av Willis J. Gertsch 1941. Anapisona furtiva ingår i släktet Anapisona och familjen Anapidae.
Artens utbredningsområde är Panama. Inga underarter finns listade i Catalogue of Life.